# Dischidie
Dischidie (Dischidia) je rod rostlin z čeledi toješťovité. Jsou to vesměs epifytní, silně dužnaté byliny s popínavými nebo visícími stonky a vstřícnými dužnatými listy. Květy jsou drobné a často baňkovitého tvaru. Rod zahrnuje asi 100 druhů a je rozšířen v Asii, Austrálii a Oceánii.
Dischidie jsou pěstovány jako zajímavost ve sklenících botanických zahrad a někdy i jako pokojové rostliny. Mnohé druhy jsou myrmekofilní, žijí v symbiotickém vztahu s mravenci.

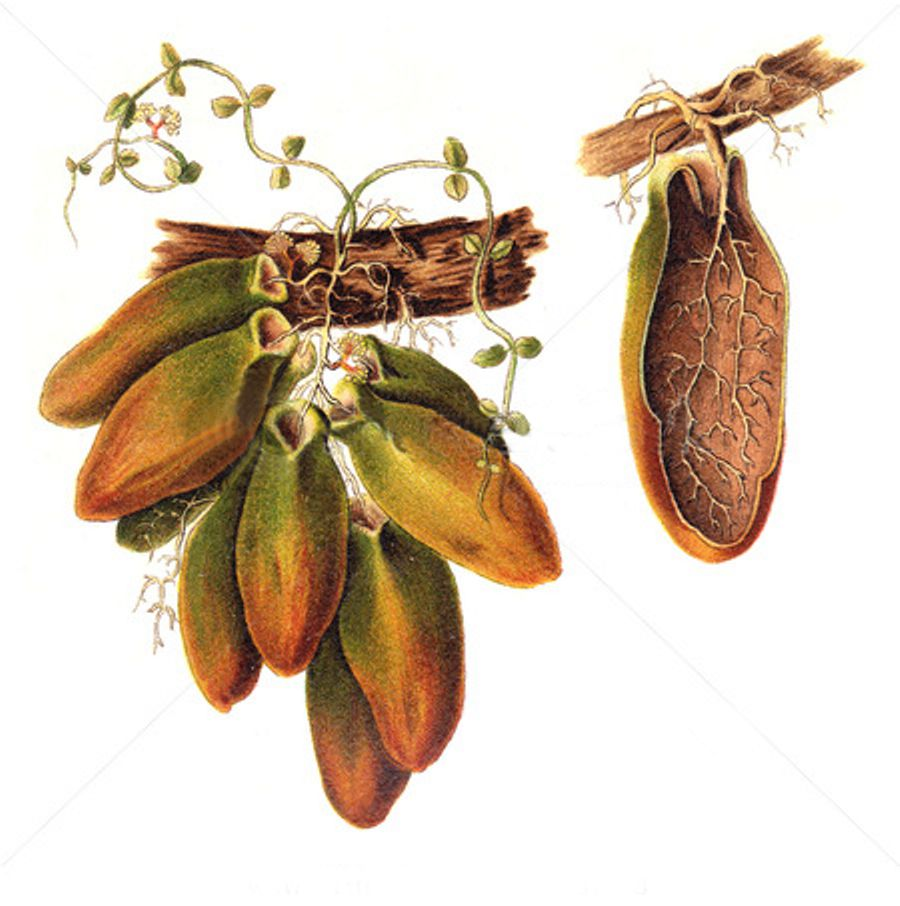
Kresba myrmekofilní dischidie Dischidia major

## Popis
Dischidie jsou dužnaté byliny, rostoucí jako epifyty, případně jako epility (na skalnatých podkladech). Stonky jsou dužnaté, štíhlé a dlouhé a obvykle popínavé pomocí adventivních kořenů, někdy ovíjivé nebo visící. Adventivní kořeny se tvoří na nodech nebo u některých druhů i nepravidelně po celé délce stonku. Listy jsou vstřícné nebo v přeslenech po 3 či 4 (výjimečně vstřícné i střídavé v rámci jedné rostliny), dužnaté, okrouhlé, vejčité až eliptické, celokrajné, lysé. Čepele listů mohou být ploché, čočkovité, vypouklé nebo i vakovitě vyduté. Některé druhy mohou být i bezlisté. Květenství jsou hroznovitá, dlouhověká a postupně rozkvétající, přičemž zároveň kvete vždy jen několik květů. Květy jsou často velmi drobné. Kalich je pětičetný a na bázi má 5 žlázek. Koruna je bílá, červená nebo fialová, dužnatá, vejcovitá až baňkovitá, často chlupatá, s úzkým ústím a krátkými korunními cípy. Cípy pakorunky jsou drobné, přirostlé ke gynostegiu, vzpřímené nebo rozestálé, na vrcholu celistvé, dvouklané nebo se zahnutými ostny. Prašníky jsou vzpřímené, s vrcholovou blánou překrývající bliznovou hlavu. Plodem je souplodí 2 kopinatých nebo válcovitých měchýřků.

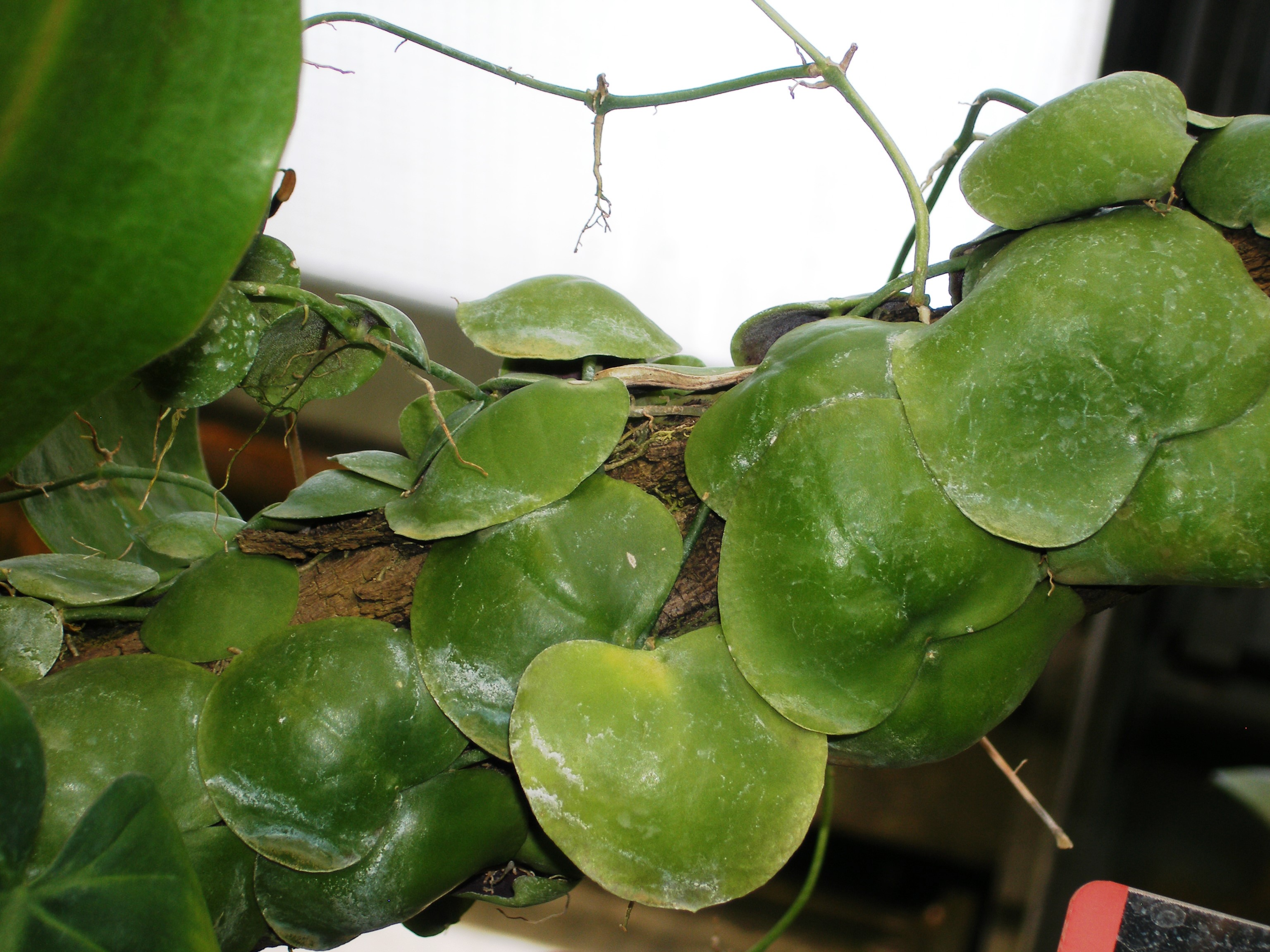
Dischidia collyris
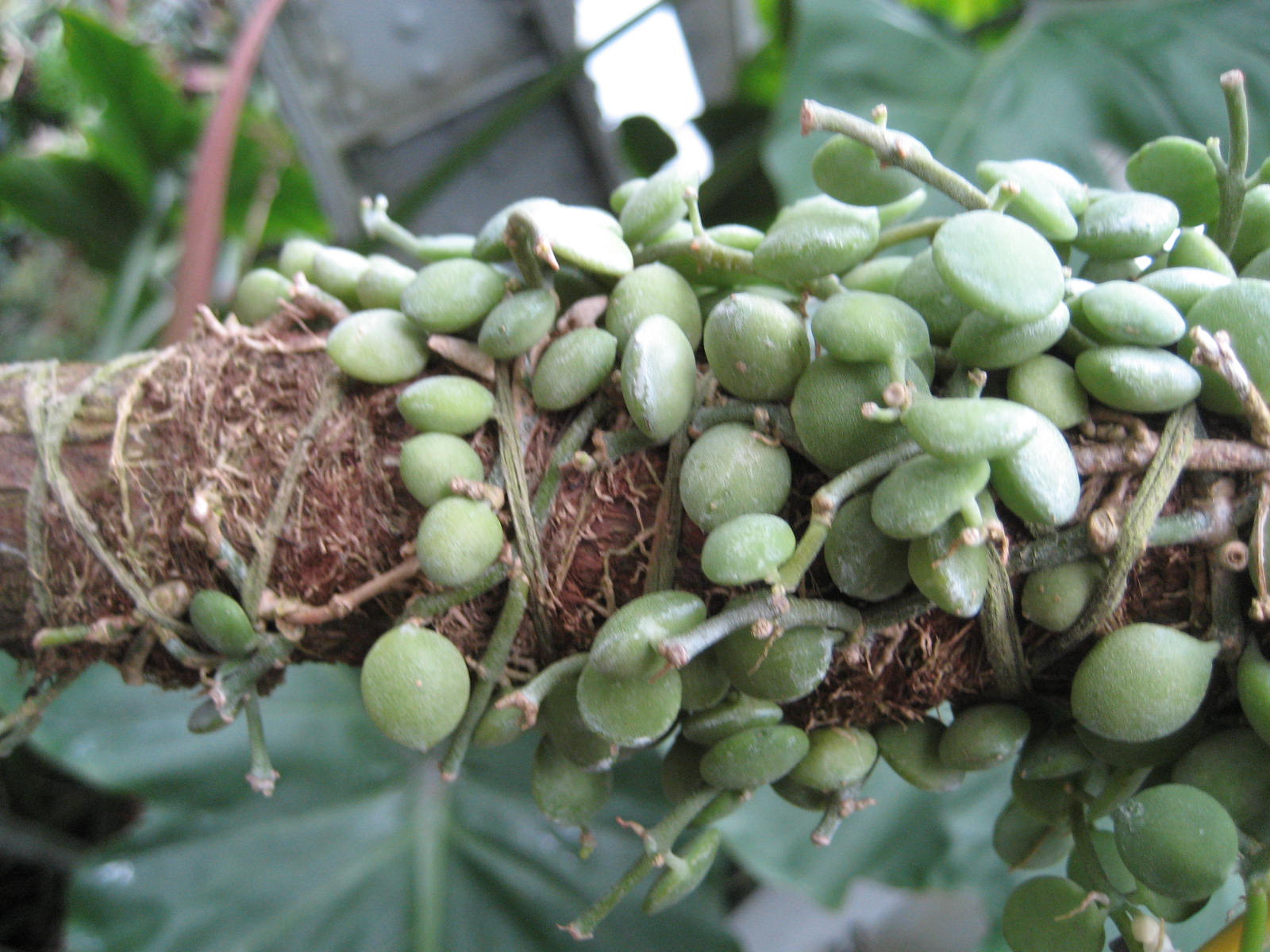
Dischidia nummularia
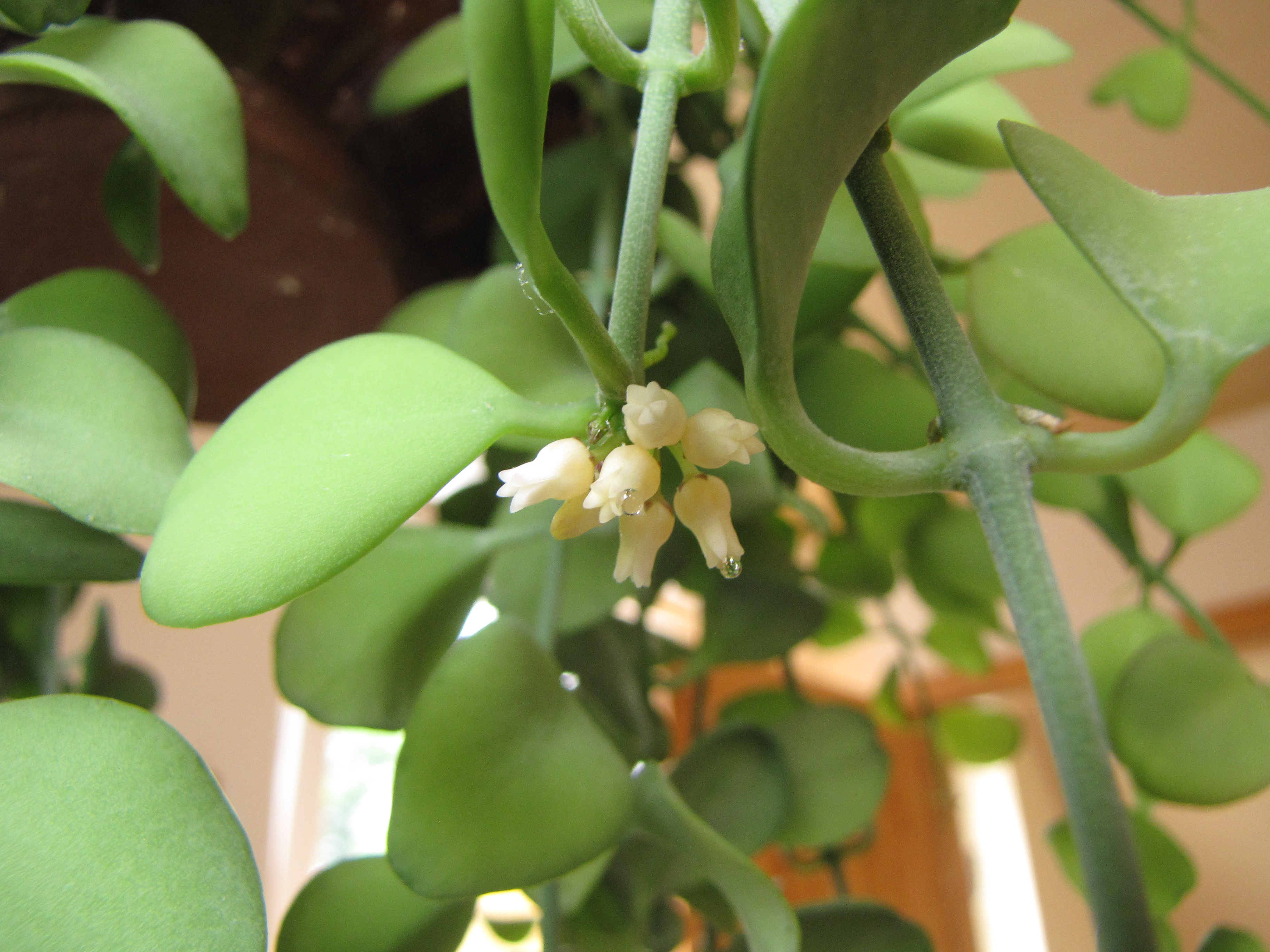
Kvetoucí Dischidia nummularia

## Rozšíření
Rod dischidie zahrnuje asi 80 až 116 druhů.
Je rozšířen v tropické a subtropické Asii, Austrálii a Oceánii. Druh Dischidia nummularia má velký areál rozšíření, sahající od Indie po Austrálii a Oceánii.
V Malajsii rostou dischidie v nížinných i horských lesích. Obzvláště hojné jsou na světlých stanovištích. Často roste pospolu na jednom stromě i několik druhů.

## Ekologické interakce
Mnohé druhy dischidií rostou v symbiotickém vztahu s mravenci, známém jako myrmekofilie. Listy některých druhů jsou přitisklé ke kmeni či větvím hostitelské dřeviny a střechovitě se překrývají. Vzniklý prostor je obýván mravenci, kteří zde rovněž pečují o potomstvo. U druhů Dischidia major a D. complex mravenci obývají přímo duté vakovité čepele listů, přičemž vstupní otvor do dutiny se nachází na listovém řapíku. Mravenci dutinu v listu postupně zanášejí humusem a když se stane příliš těsnou, stěhují se do mladších listů. Kořen z nejbližší stonkové uzliny proniká do listu stejným otvorem, kterým vstupují mravenci a rostlina z nahromaděného humusu získává živiny. Navíc rostlina využívá zvýšenou koncentraci oxidu uhličitého, produkovaného mravenci. To jí umožňuje snížit transpiraci a ztráty vláhy skrze průduchy v pokožce, díky čemuž rostliny přežívají i na stanovištích, kde nemyrmekofilní epifyty již růst nemohou. Některé druhy, např. často pěstovaná Dischidia ovata, myrmekofilní nejsou.
Dischidie někdy rostou v komplexním vztahu s jinými myrmekofilními epifytními rostlinami, jako je např. Hydnophytum formicarum. V blízkosti dischidií také rostou některé epifytní orchideje, např. Grammatophyllum elegans.
Dischidie jsou opylovány motýli a můrami. Květy také často navštěvují mravenci. Semena dischidií jsou opatřena chmýrem který umožňuje šíření větrem, navíc mají olejnaté masíčko, které láká mravence. Jedná se tedy o kombinovaný způsob šíření semen.
Listy nížinných druhů na přímém slunci blednou, zatímco listy druhů z horských stanovišť se na slunci zbarvují do červena.

## Taxonomie
Rod Dischidia je v rámci čeledi Apocynaceae řazen do podčeledi Asclepiadoideae a tribu Marsdenieae. Mezi blízce příbuzné rody náleží např. hoja (Hoya), marsdenie (Marsdenia) a gymnema (Gymnema).

## Význam
Různé druhy dischidií jsou pěstovány jako zajímavost ve sklenících českých botanických zahrad. Pěstují se rovněž jako pokojové rostliny.

## Pěstování
Dischidie se pěstují v dobře propustném substrátu pro epifyty. Druhy Dischidia ovata a D. pectinoides v bytových podmínkách nejlépe prospívají na jasném ale rozptýleném světle na východním okně. Při nedostatku světla nekvetou, při jeho nadbytku mají bledé listy. Nesnášejí trvale zamokřený substrát, vrchní vrstva půdy by měla mezi zálivkami vyschnout. Rostlinám prospívá vlhčí vzduch. Snadno se množí pomocí stonkových řízků.